# Dobri momci
Dobri momci (eng. Goodfellas) je kriminalistički film  Martina Scorsesea iz 1990. temeljen na knjizi  Nicholasa Pileggija, Wiseguy: Life in a Mafia Family. Scenarij za film su zajedno napisali Scorsese i Pileggi. Film prati uspon i pad Henryja Hilla i njegovih prijatelja u mafijaškoj obitelji Lucchese u periodu od 1955 do 1980. U glavnim ulogama se pojavljuju Ray Liotta kao Henry Hill, Robert De Niro kao Jimmy Conway, Joe Pesci kao Tommy DeVito, Lorraine Bracco kao Karen Hill i Paul Sorvino kao Paulie Cicero.
Henry Hill, već kao dječak (irskotalijanskog podrijetla) impresioniran mačizmom i prosperitetnošću, mašta da postane gangster ne bi li u okolišu »u kojem su svi nitko, postao netko«. Isprva prihvaća manje poslove koje mu povjerava lokalni kum Cicero, a potom se, spretan i brutalan, uspinje u mafijaškoj hijerarhiji. Razvoj događaja ipak mu naposljetku ne ide u prilog: okrutnost njegova partnera Tommyja, prepredenost prijatelja i »tutora« Conwaya, a potom i istraga FBI-ja sile njega i njegovu suprugu, Židovku Karen, na očajničke korake.
Goodfellas je s budžetom od $25 milijuna zaradio $46.8 milijuna.Film je također dobio pozitivne kritike od strane kritičara.Nominiran je za 6 Oscara,uključujući nominacije za najbolji film i za najboljeg redatelja.Joe Pesci je osvojio Oscara za  najboljeg sporednog glumca.Goodfellas su kritičari proglasili najboljim filmom godine,najboljim gangsterskim filmom i smatra se jednim od najboljih filmova svih vremena. Scorsese je nakon uspjeha Goodfellasa nastavio snimati filmove o organiziranom kriminalu:Casino i Pokojni.

## Radnja
Henry Hill (Ray Liotta) priznaje, "Otkad znam za sebe, uvijek sam htio biti gangster". Kao dječak, Henryju je uzor bila mafijaška obitelj Lucchese iz njegove radničke, dominantno talijanske četvrti u Brooklynu. 1955. napušta školu i počinje raditi za njih. Lokalni mafijaški capo (kapetan), Paul Cicero (Paul Sorvino) (temeljen na stvarnom mafijašu Paulu Variu) i Cicerov suradnik Jimmy Conway (De Niro) (temeljen na Jimmyju Burkeu) pomažu Henryju u njegovoj mafijaškoj karijeri.
Kao odrastao, Henry i njegov suradnik Tommy DeVito (Joe Pesci) se urote s Conwayjem da ukradu dio od nekoliko milijardi tereta koji se nalazi na aerodromu Idlewild (sada poznat kao Međunarodni aerodrom JFK). Uspijevaju ukrasti pola milijuna dolara s terminala francuske zrakoplovne tvrtke. Pljačka pomaže Henryju da stekne još više Cicerova povjerenja. Međutim, kako je Henry na pola Irac, zna da nikada ne može postati punopravni član kriminalne obitelji. A ne može ni Jimmy, koji je također Irac.
Henryjevi prijatelji postaju odvažniji i opasniji. Conway voli orobljavati kamione, a Tommy ima eksplozivnu narav i psihotičnu potrebu da se dokaže kroz nasilje. U jednom trenutku, ponižava nevinog i nenaoružanog mladog konobara "Pauka" (Michael Imperioli), govoreći mu da pleše a la Oklahoma Kid nakon čega ga pogađa u nogu. Kasnije, kad se Pauk suprotstavlja Tommyju, Tommy iznenada izvlači pištolj i upuca Pauka u prsa, ubivši ga na licu mjesta.
Henry upoznaje i zaljubljuje se u Karen (Lorraine Bracco), ozbiljnu mladu Židovku; odlaze u klub Copacabana dva-tri puta tjedno. Karen se osjeća neugodno zbog dečkove karijere, ali je to u isto vrijeme "uzbuđuje". Henry i Karen se ubrzo vjenčaju.
U lipnju 1970., Tommy (uz pomoć Conwayjevu pomoć) brutalno ubija Billyja Battsa (Frank Vincent), mafijaša iz suparničke obitelji Gambino; to je velika uvreda zbog koje bi svi mogli završiti mrtvi ako Gambinovi otkriju. Henry, Conway i DeVito zakopavaju Battsov leš na napuštenom polju. Nakon što su šest mjeseci poslije otkrili da je zemlja prodana, prisiljeni su iskopati, premjestiti i opet zakopati raspadujuće tijelo.
Henryjev brak se pogoršava nakon što Karen otkriva da on ima ljubavnicu, Janice Rossi. Karen zaprijeti pospanom Henryju pištoljem nakon što se probudio. Nakon što je maknuo pištolj, Henry je svlada i počne galamiti kako ima većih briga da ga ne ubiju na ulici, a ne da se budi s pištoljem pred glavom.
Nakon što su njihali zaduženog kockara s  Floride iznad lavljeg kaveza u zoološkom vrtu u Tampi, Henryja i Jimmyja hvata policija te su osuđeni na četiri godine zatvora. Ondje Henry dila drogu kako bi ostao na nogama i uzdržavao svoju obitelj. Nakon što se vraća, ima unosnu narko-vezu u Pittsburghu. Cicero ga upozori da ne dila drogu jer mafijaški šefovi mogu dobiti velike zatvorske kazne ako im njihovi ljudi dilaju drogu iza leđa.
Henry ignorira Cicerova upozorenja i uplete Tommyja i Jimmyja, kao i svoju ženu, i novu ljubavnicu u razrađenu krijumčarsku operaciju. Negdje u to vrijeme, u prosincu 1978., Jimmy Conway i prijatelji planiraju pljačku 6 milijuna dolara od Lufthanse na aerodromu JFK. Ubrzo nakon pljačke, Jimmy postaje paranoičan nakon što se njegovi suradnici počinju kočoperiti svojim dobicima jer tako mogu privući pozornost policije, pa ih počinje ubijati. Nakon obećanja da će Tommyja primiti u obitelj Lucchese, stariji članovi obitelji ga ubijaju kao čin osvete za Battsovo ubojstvo.
U dugoj virtuoznoj sekvenci nazvanoj "Nedjelja, 11. svibnja 1980.", sudaraju se razni dijelovi Henryjeve složene mafijaške karijere. Mora iskoordinirati veliku pošiljku kokaina; skuhati ručak za obitelj; pokupiti brata u bolnici; dostaviti pištolje; posjetiti ljubavnicu, koja obrađuje kokain koji prodaje; svađa se sa svojom neinteligentnom dadiljom/dostavljačicom heroina; izbjeći federalne vlasti koji ga, iako on to ne zna, prate već nekoliko mjeseci; i zadovoljiti svoje zapuštene mušterije, a sve to uz veliku dozu pospanosti i kokaina kojeg je ušmrkao. Policija uhiti Henryja i njegovu dostavljačicu dok se vraćao kući. Karen plaća jamčevinu kako bi izvukla muža iz zatvora, nakon što je uništila sav kokain koji je bio skriven u kući. Henry i njegova obitelj ostaju bez prebijene pare.
Nakon što su Henryja uhitili, Cicero i ostatak mafije ga napuštaju. Uvjeren da je ugrožen njegov život i život njegove obitelji, Henry postaje doušnik za FBI. On i njegova obitelj ulaze u federalni program zaštite svjedoka, nestajući u anonimnosti kako bi spasili život, ali prije toga Henry na sudu svjedoči protiv Paulieja i Jimmyja. Postaje "prosječni anonimac". "Moram provesti ostatak života kao dripac." Zadnja scena u filmu je s Tommyjem koji opuca pištoljem izravno u kameru, što je referenca na film Velika pljačka vlaka.
Film završava s nekoliko obavijesti o tome što je bilo s Hillom, Paulom Cicerom (Variom) i Jimmyjem Conwayjem (Burkeom). Henry se razveo od Karen, a ona je uzela djecu pod svoje skrbništvo, a Cicero i Conway će praktički provesti ostatak života u zatvoru. Cicero je umro 1988. Za Conwayja piše kako bi mogao uvjetno izaći 2004., ali je umro 1996.

## Glumci
| Glumac              | Uloga                |
| ------------------- | -------------------- |
| Robert De Niro      | Jimmy Conway         |
| Joe Pesci           | Tommy DeVito         |
| Ray Liotta          | Henry Hill           |
| Lorraine Bracco     | Karen Hill           |
| Paul Sorvino        | Paul Cicero          |
| Chuck Low           | Morrie Kessler       |
| Frank DiLeo         | Tuddy Cicero         |
| Frank Sivero        | Frankie Carbone      |
| Johnny Williams     | Johnny Roastbeef     |
| Mike Starr          | Frenchy              |
| Frank Vincent       | Billy Batts          |
| Samuel L. Jackson   | "Stacks Edwards"     |
| Frank Adonis        | Anthony Stabile      |
| Catherine Scorcese  | Majka Tommyja DeVita |
| Gina Mastrogiacomo  | Janice Rossi         |
| Debi Mazar          | Sandy                |
| Margo Winkler       | Belle Kessler        |
| Welker White        | Lois Byrd            |
| Julie Garfield      | Michalia Conway      |
| Detektiv Ed Deacy   | Ed Deacy             |
| Christopher Serrone | Mladi Henry Hill     |
| Charles Scorcese    | Vinnie               |
| Michael Imperioli   | "Pauk"               |
| Tony Darrow         | Sonny Bunz           |
| Elizabeth Whitcraft | Tommyjeva djevojka   |

## Produkcija

### Scenarij
Film je temeljen na knjizi njujorškog kriminalističkog novinara, Nicholasa Pileggija, Wiseguy. Martin Scorsese je pročitao recenziju knjige i odlučio je pročitati. Prema Pileggiju, Scorsese je mrtav-hladan nazvao pisca i rekao mu "Čekao sam ovu knjigu moj cijeli život". Na to je Pileggi odvratio "Čekam ovaj poziv moj cijeli život." Scorsese i Pileggi surađivali su na scenariju te je trebalo 12 verzija kako bi se postigla ona idealna.
Scorsese je prvotno htio režirati film prije  Posljednjeg Kristova iskušenja, ali nakon što je našao sredstva za realizaciju Posljednjeg iskušenja, Scorsese je odlučio odgoditi Wiseguy (radni naslov).

### Casting
Uloga Jimmyja Conwayja ponuđena je  Al Pacinu, ali je odbio bojeći se kako to nije odgovarajuća uloga za njega. Ironično, iste godine je nastupio kao Big Boy Caprice, još jedan mafijaš, u filmu Dick Tracy. Priznao je da je požalio zbog ove odluke. Uloga Henryja Hilla ponuđena je  Wiliiamu L. Petersenu, ali je ovaj odbio. Rayu Liotti je ponuđena uloga Harveyja Denta u  Batmanu, ali je odbio kako bi mogao nastupiti u ovom filmu. Prema Scorseseu i Liotti, pravi Henry Hill se pojavio u cameo ulozi kao kuhar u trominutnoj sceni u kojoj Henry i Karen prolaze kroz kuhinju Copacabane. Kad lik  Roberta De Nira počne plakati nakon što je saznao da je Tommy ubijen, čovjek koji mu to kaže na drugoj liniji je Scorseseov otac, Charles. Osim toga, Charles je cimer u ćeliji koji stavlja "previše luka u umak od rajčice" tijekom Henryjeva boravka u zatvoru. U jednoj od posljednjih scena filma, pojavljuje se stvarni odvjetnik Hillovih, Edward McDonald, kako savjetuje Karen da se pridruži Henryju u programu za zaštitu svjedoka. U toj sceni je ponovio ono što je rekao u stvarnom životu.
U pripremi za svoje uloge, De Niro, Pesci i Liotta su se sastali s pravim Henryjem Hillom kako bi razgovarali o priči, likovima, kako bi trebali zvučati, te kakvi su bili stvarni gangsteri Jimmy Burke i Tommy DeSimone. De Niro je često nazivao Hilla nekoliko puta dnevno kako bi pitao kako je Burke hodao, držao cigaretu, itd. Vozeći se na i sa seta, Liotta je slušao FBI-jeve kazete s Hillom kako bi mogao vježbati izgovor.

### Snimanje
Film je sniman 1989. u New Yorku.
Scorsese je podijelio film u sekvence zbog složenog stila. Rekao je kako je htio mnogo pokreta kroz cijeli film te da se taj stil slomi na kraju, tj. da Henryjev zadnji dan kao mafijaš, kao cijeli film bude izvan kontrole.
Duga scena kroz noćni klub Copacabana snimana je osam puta, nekoliko puta zato što je Henny Youngman zaboravljao svoje rečenice.
Scena u kojoj Paulie ošamari Henryja kao upozorenje da ne dila iza leđa obitelji, bila je improvizacija Paula Sorvina, kako bi vidio Liottin izraz. Izgled šoka je bio prirodan jer to nije očekivao, a Scorsese je ostavio scenu jer mu se svidjela Liottina reakcija.
Većina dijaloga, pogotovo Pescijevih, je improvizirana od strane glumaca, uz De Nirov poticaj. Cijela scena s Tommyjevom majkom (Catherine, majka Martina Scorsesea), nakon ubojstva Billyja Battsa bila je u potpunosti improvizacija. Prema časopisu Maxim, Pesci je napisao i režirao "Misliš da sam smiješan" scenu na Scorseseov zahtjev.

### Distribucija
Studio je isprva bio jako nervozan zbog nasilja i jezika u filmu. Navodno je zaradio najgori pregled u povijesti studija. Scorsese je rekao kako su "ocjene bile tako slabe da je to bilo smiješno". Unatoč tome, film je objavljen bez promjena te je zaradio izrazito pozitivne recenzije od strane kritike te je zacementirao Scorseseovu reputaciju kao jednog od najistaknutijih američkih filmaša. Mnogi kritičari ocijenili su film kao znak revitalizacije Scorseseove karijere nakon teških osamdesetih kad je Hollywood bio opsjednut blockbusterima.

## Nagrade i priznanja

### Oscari
| Nagrada                               | Osoba                            |
| Najbolji sporedni glumac              | Joe Pesci                        |
| Nominacije:                           |                                  |
| Najbolja sporedna glumica             | Lorraine Bracco                  |
| Oscar za najbolji film                | Irwin Winkler                    |
| Najbolji redatelj                     | Martin Scorsese                  |
| Najbolja montaža                      | Thelma Schoonmaker               |
| Oscar za najbolji adaptirani scenarij | Martin Scorsese Nicholas Pileggi |

Kad je Joe Pesci osvojio Oscara za najboljeg sporednog glumca, njegov cijeli govor bio je: "Ovo je čast i privilegija, hvala vam." Bio je to treći najkraći govor zahvale na dodjelama Oscara, poslije  Williama Holdena, koji je jednostavno rekao "Hvala vam" za nagradu za Stalag 17, i  Alfreda Hitchcocka, koji je jedva rekao "Hvala", kad je osvojio Oscara za životno djelo. Pesci je poslije rekao da nije rekao više jer "Stvarno nisam očekivao da ću osvojiti."
Mnogi su žalili Scorseseov gubitak Oscara za režiju od  Kevina Costnera i sjećali se 1980., kad je izgubio Oscara za režiju  Razjarenog bika od  Roberta Redforda. Scorsese je nakon toga rekao "sretni smo da nam uopće daju da snimamo filmove". Konačno je osvojio Oscara za režiju 2007., za film Pokojni.

### Ostalo
Film je bio nominiran za Zlatni globus za najbolji film i osvojio BAFTA-u za najbolji film.

## Kritike
Kritičari su hvalili film. Mark Athitakis je napisao: "Radnja je relativno standardna za mafijaške filmove, slijedeći uspon (uz pomoć pištolja) i pad (uz pomoć zakona) junaka Hilla. No dobiva osvježenje u tome kako mi intimno razumijeno odnose mafijaša - gotovo slama srce kada vidimo Hilla izoliranog od Cicera i Conwaya prema kraju, jer otkriva kako su lažna bila njihova prijateljstva. I zanimljivo, čujemo više od žena nego od običnih mafijaških filmova. Hillova supruga Karen, koju glumi Lorraine Bracco, je hladna, ali namjerno. Sve supruge mafijaša su hladne jer njihove potrebe za nježnosti bivaju uništene od života koji vode njihovi supruzi... Koliko puno savjesti, pitaju Dobri momci, smo mi spremni žrtvovati samo da bismo ostvarili naš američki san?" Roger Ebert je također hvalio film: "Nikada nije snimljen bolji film o organiziranom kriminalu", kao i Glenn Abel: "Brutalan, stiliziran, hipnotičan i ovisan, Dobri momci ostaju najbolji Scorseseov film". John Hartl je zapisao: "Dobri momci su zastrašujuće remek-djelo".
Ovim se djelom Martin Scorsese vratio tematici kojom je postigao prvi veliki uspjeh (Ulice zla). Komponiran prema klasičnom modelu gangsterskog filma s početka 1930-ih, tzv. filma »karijere« (počeci, uspon i pad pripadnika podzemlja), od takvih se djela razlikuje retrospekcijskim prikazom prvih dviju faza. Od sličnih filmova Francisa Forda Coppole razlikuje se pak pristupom, obilježenim većim stupnjem demistifikacije pripadnika mafije, pa Scorsese sugerira i njihovu prirođenu sklonost prema nasilju. Kazna za nedjela (na kraju treće faze – pada) je, pak, u erodiranju kodeksa mafije (izdajstvom) i, također manje tipično, rasapu obitelji, ali s redateljevim čestim motivom nade u iskupljenje. Scorseseova režija iznimno je sugestivna – ritmom je ta biografija/kronika, koja obuhvaća razdoblje od 1955. do 1980., prilagođena brzini nagla materijalnoga i statusnog uspona, a i animalnoj neobuzdanosti nekih protagonista. Zloćudnost i nasilnost nisu nazočne samo u djelima nego i u dijalozima, što je ostvareno zahvaljujući vrhunskim glumcima; zanemarivim nedostatkom drži se jedino što De Niro privlači veću pozornost nego protagonist Liotta. Američki kritičari djelo su proglasili najuspjelijim američkim filmom 1990-ih, Scorsese je u Veneciji nagrađen za režiju, a film je bio nominiran za 6 Oscara – za film, režiju, montažu, sporednu žensku ulogu (Lorraine Bracco) i scenarij prema književnom djelu; dobio ga je Joe Pesci za sporednu mušku ulogu.

## Zanimljivosti
- Stvarni odvjetnik  Roberta De Nira, Eddie Hayes, pojavljuje se kao njegov odvjetnik na kraju filma.
- U sceni na kraju filma, gdje Henryju i Karen govore o programu zaštite svjedoka, čovjek koji im objašnjava je stvarni javni tužitelj Edward MacDonald, koji je pravog Henryja Hilla uveo u program zaštite svjedoka.
- Tommy je prikazan kao Henryjev vršnjak (nekoliko godina stariji), dok je u stvarnom životu je on oko sedam godina mlađi od Hilla. Osim toga, bio je visok, imao brkove, bio mišićav, suprotnost Pesciju. Međutim, kao i u filmu, imao je iznimno nasilnu narav. Tommy je prikazan kao bliži Jimmyju nego Henryju, dok su se u pravom životu Tommy i Henry upoznali u srednjoj školi i postali bliski prijatelji puno prije nego što su upoznali Jimmyja.
- Scena u kojoj Henry napada čovjeka koji je htio silovati njegovu ženu Karen bila je djelomično istina, djelomično fikcija. Iako Hill potvrđuje da je učinio ono što je učinio u filmu, Karen mu je jednom prišla plačući da ju je Tommy također pokušao silovati. Za razliku od scene u filmu, Henry je gnjevno nasrnuo na Tommyja (Tommy je demantirao Kareninu priču), što je bio jedan od njihovih posljednjih razgovora prije DeSimoneove smrti 1979.
- Ubojstvo Billyja Battsa prikazano je gotovo autentično. Međutim, prema Hillu, Batts je zapravo bio pokopan na posjedu Jimmyjeva prijatelja, a ne pokraj autoceste. Osim toga, pravo ubojstvo dogodilo se nekoliko tjedana nakon što je Billy uvrijedio Tommyja, a ne iste noći, kao što je prikazano u filmu. Billy Batts je prije toga bio jedan od najmoćnijih mafijaša u četvrti, prije nego što je osuđen. Kad je izašao iz zatvora, Jimmy je preuzeo dobar dio njegova posla, što je ovaj htio nazad.
- Tommyjeva smrt zapravo nije bila namještaljka, kao što se u filmu članovi obitelji Gambino predstavljaju kao Lucchesijevi suradnici koji će Tommyja primiti u obitelj, pa ga onda ubijaju radi osvete za Billyja Battsa. Jimmy Burke se prikazuje kako plače nakon što je čuo o smrti preko telefona, što je bila i stvarna reakcija na vijest, ali o tome nije čuo sve dok se nije vratio s  Floride. U stvarnom životu, Paul Vario, Tommyjev šef, je razgovarao s članovima obitelji Gambino i rekao im da je Tommy ubio Battsa i pokušao silovati Karen. Kako se osjećao osramoćeno, Vario je ponudio Gambinijevima da ubiju Tommyja u zamjenu za njihov gubitak, što su oni objeručke prihvatili. Hill je kasnije rekao kako nije saznao istinu o Tommyjevoj smrti i ljudima koji stoje iza nje sve dok nije svjedočio na sudu.
- Scena u kojoj je Frank Carbone pronađen mrtav kako visi smrznut u hladnjači bila je temeljena na stvarnom ubojstvu kriminalca Richarda Eatona. Eaton se sprijateljio s Jimmyjem Burkeom i Robertom Loungeom te kasnije nagovorio Burkea da uloži 250 tisuća dolara u posao s kokainom, obećavši veliki profit. Umjesto toga, Eaton je zadržao novac za sebe, a kad ga je Burke konačno pronašao bio je prevaren. Ubio je Eatona i bacio njegovo tijelo u napuštenu prikolicu traktora punu smeća u Brooklynu. Kako je bila zima, njegovo su smrznuto tijelo nekoliko dana poslije pronašla djeca igrajući se. Detektivi su u njegovu džepu našli mali adresar s imenom, adresom i telefonom Jimmyja Burkea. Kasnije, kad je Henry Hill upitao Burkea što se dogodilo s Eatonom, Burke mu je rekao "Ne brini se za njega. Ubio sam prokletog prevaranta." Burke je osuđen zbog Eatonova ubojstva, što mu je bila prva i jedina osuda za ubojstvo iako je bio osumnjičen za više njih.
- Riječ "fuck" upotrijebljena je 246 puta tijekom filma.

## Vanjske poveznice
- Dobri momci u internetskoj bazi filmova IMDb-a
- Dobri momci na Rotten Tomatoes
- Dobri momci - Povijest vs. Hollywood

1. ↑  Filmski leksikon - Dobri momci